# VH1 Presents Live & More Encore!
VH1 Presents Live & More Encore! — второй концертный альбом американской певицы Донны Саммер, выпущенный на лейбле Epic Records в 1999 году.

## Об альбоме
В альбом включено большинство хитов Саммер, а также две новые песни: кавер на знаменитую «Con te partirò» Андреа Бочелли (получившая название «Will Go with You») и «Love Is the Healer». Обе песни смогли достичь первой строчки Billboard Hot Dance Club Songs. Композиция «Will Go with You» была номинирована на премию «Грэмми» в категории «Лучшая танцевальная запись».
Помимо аудиозаписи концерта, велась также и видеозапись эксклюзивно для музыкального телеканала VH1.
В 2013 вышло переиздание альбома Playlist: The Very Best of Donna Summer, откуда были убраны студийные треки и добавлены новые записи с концерта, доступные ранее только на видеорелизе.

## Список композиций
| №   | Название                                                | Автор(ы)                                                | Длительность |
| --- | ------------------------------------------------------- | ------------------------------------------------------- | ------------ |
| 1.  | «MacArthur Park»                                        | Джимми Уэбб                                             | 6:38         |
| 2.  | «This Time I Know It’s for Real»                        | Донна Саммер, Мэтт Эйткен, Пит Уотерман, Майк Сток      | 3:12         |
| 3.  | «I Feel Love»                                           | Донна Саммер, Джорджо Мородер, Пит Белотт               | 3:50         |
| 4.  | «On the Radio»                                          | Донна Саммер, Джорджо Мородер                           | 4:29         |
| 5.  | «No More Tears (Enough Is Enough)» (дуэт с Тиной Арена) | Пол Джабара                                             | 4:21         |
| 6.  | «Dim All the Lights»                                    | Донна Саммер                                            | 6:03         |
| 7.  | «She Works Hard for the Money»                          | Донна Саммер, Майкл Омартиан                            | 4:31         |
| 8.  | «Bad Girls»                                             | Донна Саммер, Брюс Судано, Эдвард Хокнсон, Джо Эспозито | 3:06         |
| 9.  | «Hot Stuff»                                             | Пит Белотт, Харольд Фальтермайер, Кит Форси             | 4:19         |
| 10. | «My Life»                                               | Донна Саммер, Пит Уотерман                              | 5:58         |
| 11. | «Last Dance»                                            | Пол Джабара                                             | 7:08         |
| 12. | «Love Is the Healer»                                    | Донна Саммер, Натан Диджизар                            | 3:23         |
| 13. | «I Will Go with You (Con te partirò)»                   | Донна Саммер, Лучио Кварантото, Франческо Сартори       | 4:10         |

| №   | Название                                                | Длительность |
| --- | ------------------------------------------------------- | ------------ |
| 1.  | «MacArthur Park»                                        |              |
| 2.  | «This Time I Know It’s for Real»                        |              |
| 3.  | «I Feel Love»                                           |              |
| 4.  | «On the Radio»                                          |              |
| 5.  | «Someone to Watch Over Me»                              |              |
| 6.  | «If There Is Music There»                               |              |
| 7.  | «No More Tears (Enough Is Enough)» (дуэт с Тиной Арена) |              |
| 8.  | «Riding Through the Storm»                              |              |
| 9.  | «Don’t Wanna Work»                                      |              |
| 10. | «Nobody»                                                |              |
| 11. | «Dim All the Lights»                                    |              |
| 12. | «She Works Hard for the Money»                          |              |
| 13. | «Bad Girls»                                             |              |
| 14. | «Hot Stuff»                                             |              |
| 15. | «My Life»                                               |              |
| 16. | «Last Dance»                                            |              |

| №   | Название                                                | Длительность |
| --- | ------------------------------------------------------- | ------------ |
| 1.  | «Program Start»                                         |              |
| 2.  | «MacArthur Park»                                        |              |
| 3.  | «This Time I Know It’s for Real»                        |              |
| 4.  | «I Feel Love»                                           |              |
| 5.  | «On the Radio»                                          |              |
| 6.  | «Someone to Watch Over Me»                              |              |
| 7.  | «If There Is Music There»                               |              |
| 8.  | «No More Tears (Enough Is Enough)» (дуэт с Тиной Арена) |              |
| 9.  | «Riding Through the Storm»                              |              |
| 10. | «Don’t Wanna Work»                                      |              |
| 11. | «Nobody»                                                |              |
| 12. | «Dim All the Lights»                                    |              |
| 13. | «She Works Hard for the Money»                          |              |
| 14. | «Bad Girls»                                             |              |
| 15. | «Hot Stuff»                                             |              |
| 16. | «My Life»                                               |              |
| 17. | «Last Dance»                                            |              |
| 18. | «End Credits»                                           |              |
| 19. | «I Will Go With You (Con Te Partiró)» (Video)           |              |
| 20. | «I Will Go With You (Con Te Partiró)» (Remix Video)     |              |

| №   | Название                                                | Длительность |
| --- | ------------------------------------------------------- | ------------ |
| 1.  | «MacArthur Park»                                        |              |
| 2.  | «This Time I Know It’s for Real»                        |              |
| 3.  | «I Feel Love»                                           |              |
| 4.  | «On the Radio»                                          |              |
| 5.  | «No More Tears (Enough Is Enough)» (дуэт с Тиной Арена) |              |
| 6.  | «If There Is Music There»                               |              |
| 7.  | «Riding Through the Storm»                              |              |
| 8.  | «Don’t Wanna Work»                                      |              |
| 9.  | «Nobody»                                                |              |
| 10. | «Dim All the Lights»                                    |              |
| 11. | «She Works Hard for the Money»                          |              |
| 12. | «Bad Girls»                                             |              |
| 13. | «Hot Stuff»                                             |              |
| 14. | «Last Dance»                                            |              |

## Чарты
| Чарт (1999)                            | Высшая позиция |
| -------------------------------------- | -------------- |
| Бельгия/Фландрия (Ultratop)            | 45             |
| Бельгия/Валлония (Ultratop)            | 44             |
| Франция (IFOP)                         | 37             |
| Германия (Offizielle Top 100)          | 75             |
| Испания (Promusicae)                   | 11             |
| США (Billboard 200)                    | 43             |
| США (Billboard Top R&B/Hip-Hop Albums) | 33             |

## Сертификации и продажи
| Регион | Сертификация | Продажи  |
| --- | ------------ | -------- |
| Испания (PROMUSICAE) | Платиновый   | 100 000^ |
| США (RIAA) | —            | 407 000  |
| * Данные о продажах приведены только на основе сертификации. ^ Данные о тиражах приведены только на основе сертификации. |              |          |